# Tchécoslovaquie aux Jeux olympiques d'hiver de 1948
Cet article contient des informations sur la participation et les résultats de la Tchécoslovaquie aux Jeux olympiques d'hiver de 1948 à Saint-Moritz en Suisse. La Tchécoslovaquie était représentée par 47 athlètes. 
La délégation tchécoslovaque a récolté 1 médaille d'argent. Elle a terminé au 11e rang du classement des médailles, à égalité avec la Hongrie.

## Médaille
| Médaille                           | Nom                                           | Sport            | Compétition           |
| ---------------------------------- | --------------------------------------------- | ---------------- | --------------------- |
| Médaille d'argent, Jeux olympiques | Équipe de Tchécoslovaquie de hockey sur glace | Hockey sur glace | Compétition masculine |